# Опреснительная станция в Ашкелоне
Опреснительная станция в Ашкелоне — первый завод по опреснению морской воды, построенный в Израиле. 
Находится к югу от Ашкелона, недалеко от нефтепровода Эйлат-Ашкелон. Мощность предприятия 118 млн. кубометров воды в год.
Процесс опреснения - обратный осмос. Предприятие включает собственную электростанцию мощностью 80 Мегаватт, снабжающая электричеством как установку, так и частных клиентов.

## Предыстория
Сейчас в Израиле работают 5 станций по опреснению морской воды (Ашкелон, Хедера, Пальмахим, Сорек, Ашдод). До продвижения решения о начале проекта по опреснению положение в Израиле было не радужное. Кинерет, дающий треть воды, высыхал. Его уровень опустился ниже красной черты. Население росло, но до начала 2000-х не было создано ни одной опреснительной установки, за исключением опреснительной установки в Эйлате, поставляющая воду Эйлату и окрестностям. Стало ясно, что необходимо начать опреснение морской воды. Этому противилось министерство финансов, боявшееся крупных инвестиций и министерство сельского хозяйства опасавшееся роста цен на воду для нужд производителей сельхоз продукции. Предпочтение оставалось за опреснением солоноватой воды и очисткой сточных вод.
В 2000 году возникла возможность побороть систему. Авраам Шохат стал министром финансов (6 июля 1999 — 7 марта 2001) и инфраструктуры (11 октября 2000 — 7 марта 2001). Необходимы были разрешения этих двух министерств. Авраам Шохат стал продвигать идею закупки воды в Турции и начал продвигать строительство в Ашкелоне опреснительной станции, которая будет опреснять 15 миллионов кубометров воды в год. 
Затем был план строительства ещё одной опреснительной станции  в Ашкелоне, мощностью в 50 миллионов кубометров воды в год

## Начало проекта
После решения правительственной комиссии от 18 апреля 2001 года, Авигдор Либерман, сменивший на посту министра инфраструктуры (7 марта 2001 года — 14 марта 2002 года) Авраама Шохата, в мае 2001 года объявил конкурс на строительство первой в Израиле станции для опреснения морской воды.
Компании будут эксплуатировать предприятие в течение 25 лет. Принцип В.О.Т. - Build-Operate-Transfer. Победители тендера строят и эксплуатируют объект, а затем возвращают его государству. Государство предоставляет территорию для строительства.
На этом принципе настоял министр инфраструктуры Авигдор Либерман, который противился решению передать станцию победителям конкурса в постоянное пользование.
В дальнейшем Авигдор Либерман отменил конкурс на импорт воды из Турции и обязался объявить конкурс на строительство ещё одной опреснительной станции 

### Компании, победившие в конкурсе
Победила группа
- V.I.D. DESALINATION COMPANY LTD[7][8], состоящая из
- IDE Technologiesинженерного опреснительного управления[англ.] — 50 %,
- Данкнер-Элиран — 25 % и французская компания
- Vivendi Environnement (с 2003 года Veolia Environnement) — 25 %

### План строительства
Компании, должны построить станцию для опреснения морской воды мощностью 50 миллионов кубометров воды в год.
Инвестиция — 150 миллионов долларов/
Процесс опреснения — обратный осмос.
Предполагаемая стоимость 27.6 центов за один кубический метр опреснённой воды.

### Изменения в проекте
4 апреля 2002 года общественно-экономический кабинет (одна из комиссий Кнессета) на своём заседании решил увеличить мощность опреснительной установки до 100 миллионов кубических метров воды в год.

### Пуск станции
4 августа 2005 года первая крупная станция в Израиле по опреснению морской воды начала работать. Станция будет опреснять 100 млн. кубометров воды в год.
Позднее для опреснительной установки была построена электростанция, работающая на природном газе. Газ поставляется с израильского месторождения «Ям Татис»

## Опреснение воды и маршрут
Процесс опреснения - обратный осмос. Вода поступает на станцию с трёх точек, расположенных на глубине 15 метров на расстоянии одного километра от берега, а
после опреснения и доведения до нормативов питьевой воды, поступает в резервуары компании «Мекорот».
А оттуда в водопровод Яркон — Негев, ветку всеизраильского водопровода.

## Награды
В 2006 году на церемонии вручения наград Global Water Awards в Дубае предприятие было признано опреснительной станцией года.
Global Water (ведущий производитель и дистрибьютор оборудования для водоснабжения). 
Премия присуждается с 2006 года.
При подаче заявки установка в Ашкелоне была упомянута как одна из опреснительных установок, производящих одни из самых дешевых опресненных вод в мире. Цена производимой в нем воды составляла 2,75 шекеля за кубический метр.
Награды были присуждены на основе голосов читателей журналов: Desalination Report, Global Water Intelligence и членов Международной ассоциации опреснения.

## Аварии
- В начале 2016 года станция несколько раз прекращала свою работу из-за загрязнения воды Средиземного моря. Причина загрязнения водный кризис в секторе Газа[13].
- 30 октября 2020 года в трёх километрах от Ашкелона произошла незначительная утечка нефти в порту нефтепровода Эйлат-Ашкелон. Работа станции была остановлена[14][15] из-за её близости к месту происшествия.